# یوایچی موریموتو
یوایچی موریموتو (ژاپنی: 森本 勇一؛ زادهٔ ۲۶ ژانویهٔ ۱۹۸۷) یک بازیکن فوتبال اهل ژاپن است.
از باشگاه‌هایی که در آن بازی کرده‌است می‌توان به باشگاه فوتبال فاگیانو اوکایاما اشاره کرد.